# Olimpíada de xadrez de 1937
A Olimpíada de xadrez de 1937 foi a sétima Olimpíada de Xadrez organizada pela FIDE, realizada em Estocolmo entre os dias 31 de julho e 14 de agosto, conjuntamente a edição do Campeonato Mundial Feminino de Xadrez. A equipe dos Estados Unidos (Samuel Reshevsky, Reuben Fine, Isaac Kashdan, Frank James Marshall e Israel Horowitz) conquistou a medalha de ouro, a terceira consecutiva, seguidos da Hungria (Andor Lilienthal, László Szabó, Endre Steiner, Kornél Havasi e Árpád Vajda) e Polônia (Savielly Tartakower, Miguel Najdorf, Paulin Frydman, Izaak Appel e Teodor Regedziński).

## Quadro de medalhas
| Tabuleiro | Ouro                 | Prata                      | Bronze               |
| 1.º       | TCH Salo Flohr       | EST Paul Keres             | NED Max Euwe         |
| 2.º       | USA Reuben Fine      | HUN László Szabó           | YUG Petar Trifunović |
| 3.º       | USA Isaac Kashdan    | HUN Endre Steiner          | POL Paulin Frydman   |
| 4.º       | SWE Gösta Danielsson | ARG Carlos Enrique Guimard | LTU Markas Luckis    |
| res       | USA Israel Horowitz  | POL Teodor Regedziński     | ARG Isaías Pleci     |